# Puerto de Supe
Puerto de Supe está ubicado en Supe, Lima. Se encuentra en el distrito de Puerto Supe, provincia de Barranca, departamento de Lima. La administración está a cargo de la Empresa Nacional de Puertos. El área de influencia se caracteriza por la industria de harinas de pescado y del azúcar en Paramonga, Barranca, Supe y Huarmey. Es un muelle de lanchonaje tipo espigón. El tipo de construcción es plataforma y pilotes de concreto armado. El puerto tiene 3 tractores, 3 prensas, 4 grúas, 22 vagonetas, 1 balanzas camioneras y 1 grupo electrógeno.